# Квін-Крік
Квін-Крік (англ. Queen Creek) — місто (англ. town) в США, в округах Марікопа і Пінал штату Аризона. Населення — 59 519 осіб (2020).

## Назва

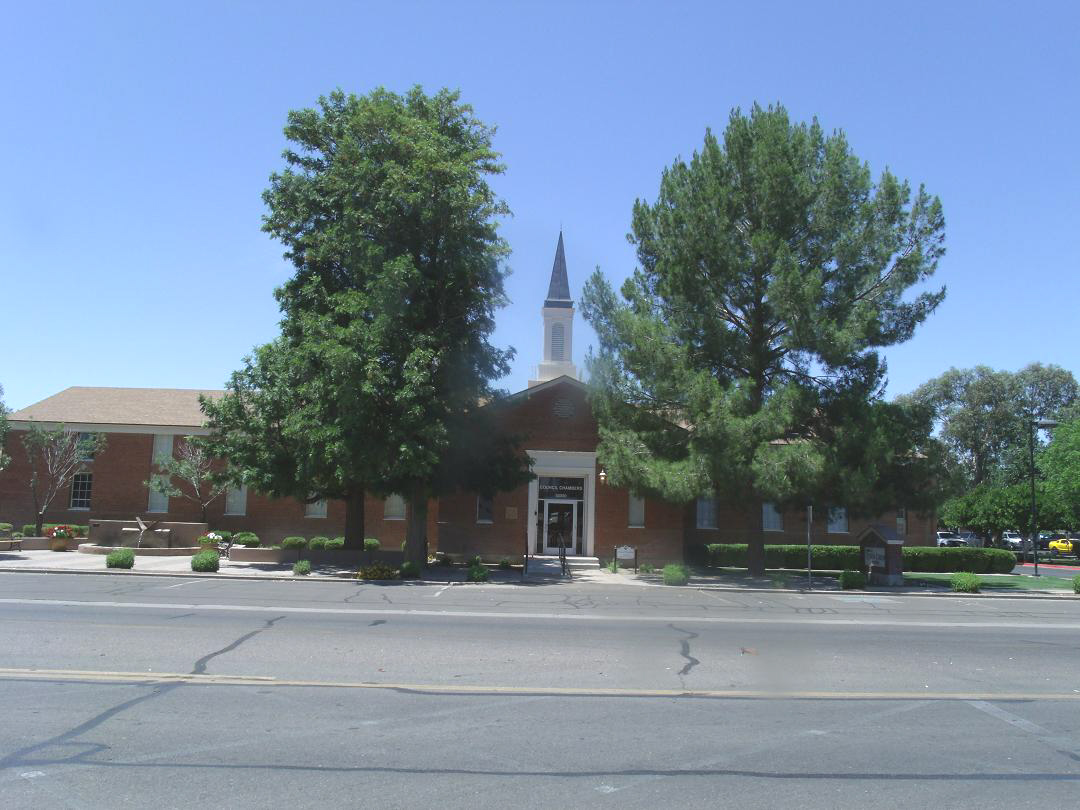
Мерія

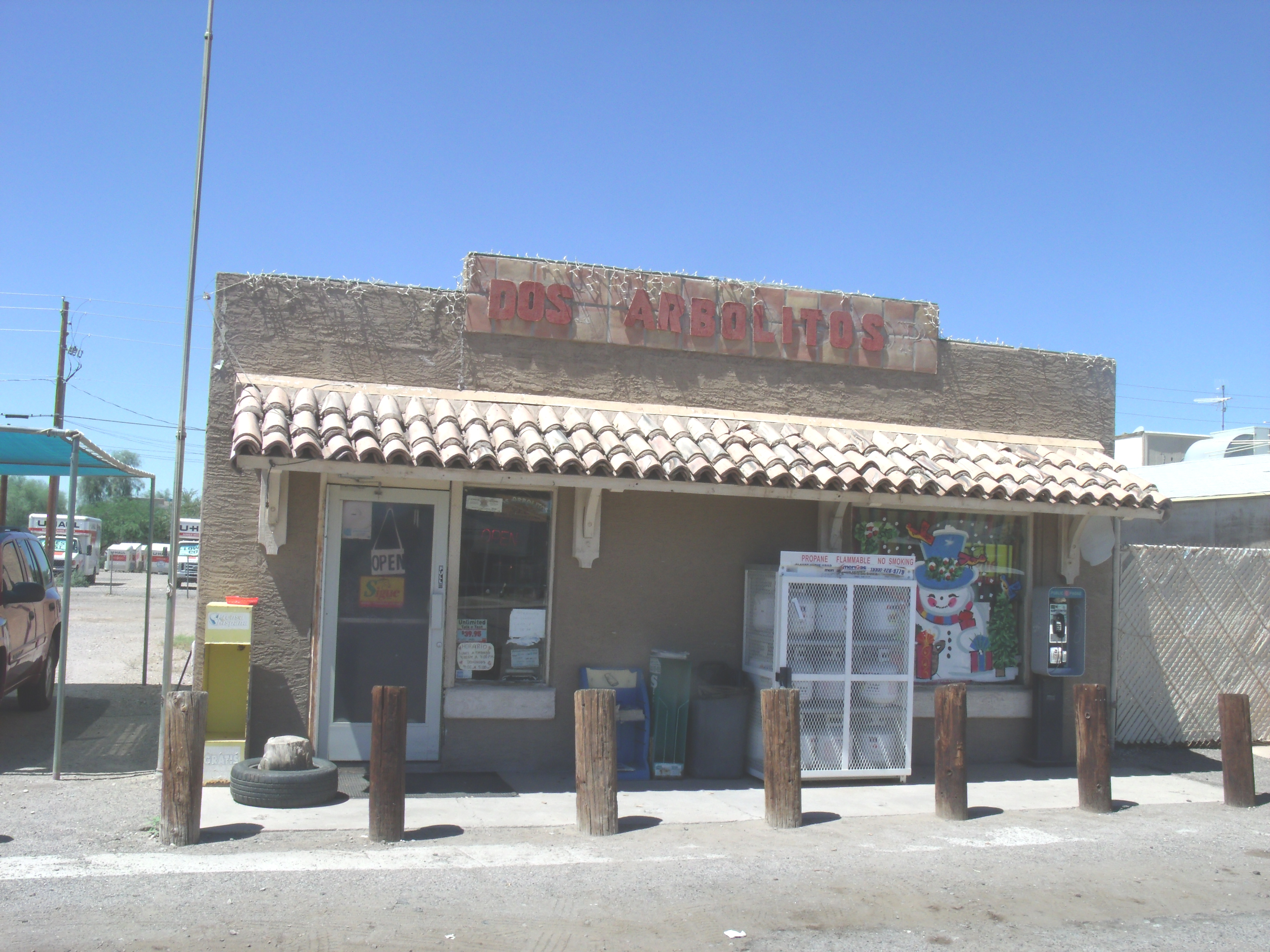
Стара пошта

У східних горах, що оточують місто, земля була багата на поклади руди. Одна з багатьох шахт, які відкрилися в цих горах називалася «Сілвер-Квін» (англ. Silver Queen — срібна королева) (інша була Сілвер-Кінг (англ. Silver King — срібний король), але пізніше вона була перейменована на Магма-Майн). У підніжжя рудника «Сілвер-Квін» протікав струмок, відомий як Пікет-Пост-Крік (англ. Picket Post Creek). Він був названий на честь незвичайної форми гори над ним. Коли шахта Сілвер-Квін була відкрита для виробництва, назва Пікет-Пост-Крік була змінена на Квін-Крік. Цей струмок стікає з гір, повз шахти, через каньйон Квін-Крік, в околицях нинішнього міста Квін-Крік.

## Географія
Квін-Крік розташований за координатами 33°14′28″ пн. ш. 111°38′25″ зх. д. / 33.24111° пн. ш. 111.64028° зх. д. (33.241183, -111.640283). За даними Бюро перепису населення США в 2010 році місто мало площу 72,70 км², з яких 72,62 км² — суходіл та 0,08 км² — водойми. В 2017 році площа становила 77,42 км², з яких 77,34 км² — суходіл та 0,09 км² — водойми.

## Демографія
Згідно з переписом 2010 року, у місті мешкала 26 361 особа в 7720 домогосподарствах у складі 6557 родин. Густота населення становила 363 особи/км². Було 8557 помешкань (118/км²).
Расовий склад населення:
| - 83,6 % — білих - 3,4 % — чорних або афроамериканців - 2,8 % — азіатів - 0,7 % — корінних американців - 0,1 % — вихідців з тихоокеанських островів - 5,8 % — осіб інших рас |

До двох чи більше рас належало 3,6 %. Частка іспаномовних становила 17,3 % від усіх жителів.
За віковим діапазоном населення розподілялося таким чином: 37,4 % — особи молодші 18 років, 57,4 % — особи у віці 18—64 років, 5,2 % — особи у віці 65 років та старші. Медіана віку мешканця становила 29,8 року. На 100 осіб жіночої статі у місті припадало 100,3 чоловіків; на 100 жінок у віці від 18 років та старших — 95,8 чоловіків також старших 18 років.
Середній дохід на одне домашнє господарство становив 103 589 доларів США (медіана — 83 678), а середній дохід на одну сім'ю — 109 017 доларів (медіана — 88 750). Медіана доходів становила 71 875 доларів для чоловіків та 50 608 доларів для жінок. За межею бідності перебувало 8,6 % осіб, у тому числі 12,1 % дітей у віці до 18 років та 5,7 % осіб у віці 65 років та старших.
Цивільне працевлаштоване населення становило 12 677 осіб. Основні галузі зайнятості: освіта, охорона здоров'я та соціальна допомога — 20,7 %, науковці, спеціалісти, менеджери — 12,4 %, роздрібна торгівля — 11,0 %, виробництво — 10,7 %.